# Адриана Благоева
Адриана Благоева е българска хорова диригентка, професор по хорово дирижиране в Националната музикална академия „Проф. П. Владигеров“. Ръководи Хора на софийските момчета от 1989 г.

## Биография
Родена е в София. Завършва Българската държавна консерватория със специалност „Хорово дирижиране“, преподаватели са ѝ проф. Ана Белчева и Венета Вичева. Като студентка работи с Детския хор на Самоков, а по-късно – с проф. Венета Вичева и нейните състави в Шумен: Хор „Бодра песен“ и Хор „Родни звуци“.
От 1988 г. е хормайстор, а от 1989 г. е диригентка на Хора на софийските момчета при читалище „Цар Борис Трети – 1928“.
Под нейно ръководство съставът развива активна концертна и записна дейност в страната и чужбина и печели редица награди от международни хорови конкурси. Репертоарът се разширява, в него наред с българската музика са включени и творби от различни музикални стилове и жанрове от XIV век до наши дни. Специално място заемат църковнославянската музика и обработките на българския фолклор. Утвърдени български композитори пишат песни специално за състава.
През 1997 г. проф. д-р А. Благоева създава Младежка формация към Хора на софийските момчета. В нея участват само бивши хористи от момчешката формация. Така хорът вече се изявява с три формации – детска, младежка и смесена. Под нейно ръководство Хорът на софийските момчета е носител на многобройни награди и отличия.
Адриана Благоева е професор по хорово дирижиране в Националната музикална академия „Проф. Панчо Владигеров“ – София, доктор по музикознание и музикално изкуство. Ръководителка на катедра „Дирижиране“ (2012 – 2016 г.) и декан на Теоретико-композиторския и диригентски факултет (2016 – 2020). От 2020 г. е заместник-ректор по научната и художествено-творческата дейност на НМА „Проф. П. Владигеров“.
Ръководила е майсторски класове по работа с хор и хорово дирижиране в Мексико.
Почива след тежко и продължително боледуване на 14 януари 2025 г. в София на 64-годишна възраст.

## Награди
- Специална награда за диригент от Първия международен хоров конкурс в Болцано, Италия (2000).[1]
- Награда „Златен век“ – звезда на Министерството на културата за значим принос в развитието и утвърждаването на българската култура и национална идентичност (2018).[3]
- „Златна лира“ на СБМТД.
- „Кристално огърлие“ на Съюза на българските музикални и танцови дейци за принос в развитието на българската музикална култура (2021).[3]
- Орден „Св. св. Кирил и Методий“ първа степен за заслуги в областта на културата и изкуството (2021).[3]